# Goodbye Milky Way
«Goodbye Milky Way» es una canción compuesta por el responsable del proyecto musical Enigma, Michael Cretu. Fue el primer sencillo en anunciarse del álbum A Posteriori.
La noticia respecto a la publicación de un nuevo sencillo y un nuevo álbum fue dada el 17 de julio de 2006 a través de las webs oficiales de Enigma. Pero apenas un mes después, la edición del nuevo sencillo en CD u otros formatos fue cancelada excepto para descarga digital por Internet.